# Ruder-Europameisterschaften 1903
Die 11. Ruder-Europameisterschaften wurden im August 1903 auf dem Giudecca Kanal in Venedig, Italien ausgetragen. Wie bereits im Vorjahr wurden Medaillen in fünf Bootsklassen vergeben.

## Ergebnisse
| Bootsklasse           | Gold | Silber | Bronze |
| --------------------- | --- | --- | --- |
| Einer                 | Robert d’Heilly | Xavier Crombet | Georg Eidenbenz |
| Doppelzweier          | Belgien Daniël Clarembaux Xavier Crombet | Italien Luigi Gerli Emilio Sacchini | Frankreich Robert d’Heilly Jacques Jansen                                                                             |
| Zweier mit Steuermann | Belgien Guillaume Visser Urbain Molmans Rodolphe Colpaert (Steuermann)                                                                                                 | Frankreich Beurrier Émile Lejeune | Deutsches Reich Charles Engel Charles Muhlberger A. Knoch (Steuermann)                                                |
| Vierer mit Steuermann | Belgien Guillaume Visser Urbain Molmans Victor Van Acker Ernest Tralbaut Rodolphe Colpaert (Steuermann)                                                                | Frankreich Raymondi Vuillier Bastoner Jean Reverchon unbekannt (Steuermann)                                                                              | Italien Paolo Diana Vittorio Narducci Gaetano Caccavallo Giuseppe Narducci Lisona (Steuermann)                        |
| Achter                | Belgien Guillaume Visser Urbain Molmans Victor Van Acker Ernest Tralbaut Henri De Beuckelaer Alphonse Hoge Paul Jaxx Georges Van Huffel Rodolphe Colpaert (Steuermann) | Italien Giorgio Bensa Gino Montelatici Cino Ceni Guglielmo Ously Mario Piattoli Valente Cappelli Raffaello Baldi Vittorio Parrini unbekannt (Steuermann) | Frankreich Carlos Deltour Alibert Champagne Valmy Lemaitre Antoine Védrenne Fournier Vincendau unbekannt (Steuermann) |

## Medaillenspiegel
| Platz  | Land            | Gold | Silber | Bronze | Gesamt |
| ------ | --------------- | ---- | ------ | ------ | ------ |
| 1      | Belgien         | 4    | 1      | –      | 5      |
| 2      | Frankreich      | 1    | 2      | 2      | 5      |
| 3      | Italien         | –    | 2      | 1      | 3      |
| 4      | Deutsches Reich | –    | –      | 1      | 1      |
| 4      | Schweiz         | –    | –      | 1      | 1      |
| Gesamt | Gesamt          | 5    | 5      | 5      | 15     |